# 朱熙載
朱熙載（1514年—？），字懋勳，山東平山衛旗籍，直隸揚州府泰興縣人，明朝政治人物。

## 生平
嘉靖十六年（1537年）丁酉科山東鄉試第四十三名舉人。嘉靖二十三年（1544年）中式甲辰科會試第二百七十四名，登第三甲第二十二名進士。授山西榆次县知县，升陕西蒲州知州，三十四年官河南許州知州。仕至陕西参议。

## 家族
曾祖朱宏，誥封奉直大夫戶部員外郎；祖父朱榮，苑馬寺少卿；父朱堂，主簿。母王氏。具庆下。